# Бартоломеус Шпрангер
Бартоломе́ус Шпра́нгер (нім. Bartholomäus Spranger, 21 березня 1546 — 27 липня 1611) — фламандський живописець. Народився в Антверпені, Іспанські Нідерланди. Працював у Празі, при дворі імператора Священної Римської імперії Рудольфа II. Представник маньєризму. Малював міфологічні, релігійні картини, іноді портрети. Займався декором інтер'єрів. Робив офорти. Помер у Празі, Богемія. Також — Варфоломій Шпрангер.

## Біографія

### Навчання
Навчання отримав у Фландрії, в місті Антверпен. Його вчитель — Ян Мандейн, якого вважають послідовником уславленого художника Босха з міста Гертогенбосх. На підставі відсутності підписів на картинах Мандейна, його вважають неписьменним. До того ж, це значно ускладнило розпізнавання творів Мандейна по його смерті. Але добру художню освіту Шпрангер отримав. По дорозі у Рим, художню Мекку того часу, відвідав у Франції міста Париж та Ліон.

### Італійський період Спрангера

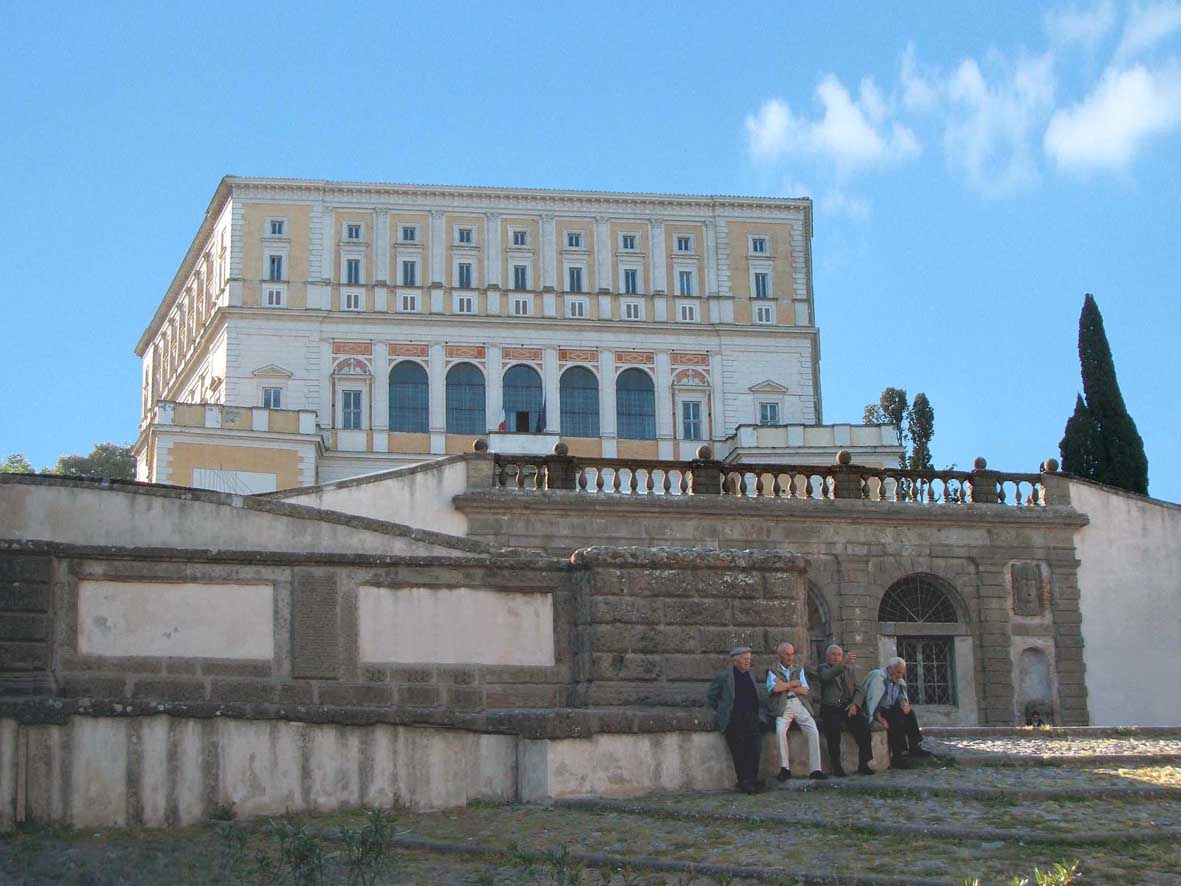
Палаццо фарнезе в містечку Капрарола

З 1565 року Шпрангер в Італії. Робити почав в місті Мілан, потім в майстерні художника Бернардіно Гатті в місті Парма. Рекомендації дали змогу перебратися у Рим, де він працював по замовам Олессандро Фарнезе (декоративні роботи в палаццо Фарнезе в містечку Капрарола).
Два роки (1570 — 1572) Спрангер працював для папи римського Пія V і створив декілька картин на теми  з життя Христа, а також копію фрески Мікеланджело «Страшний суд», що в Сикстинській каплиці Ватикану. Після смерті папи працював за приватними замовами, але його це не влаштовувало. В 1575 році отримав запрошення на роботу в столичну Прагу, де перебував двір імператора Австрії Рудольфа ІІ.

### Художник імператора в Празі
В Прагу прибув у 1580 році. Мав замови від королівського двору і вельмож. Поліпшення фінансового стану надало можливість узяти шлюб і Спрангер у 1582 році одружився. У 1584 році отримав свій герб, а через 10 років  і диплом на дворянство. Нащадкам  уяву про творчість Шпрангера дали саме твори, створені в місті Прага. Серед колег Спрангера в Празі — уславлений Арчімбольдо, скульптор Адріан де Вріс, Ганс фон Аахен та інші.
Помер в Празі.

## Картини на міфологічні теми

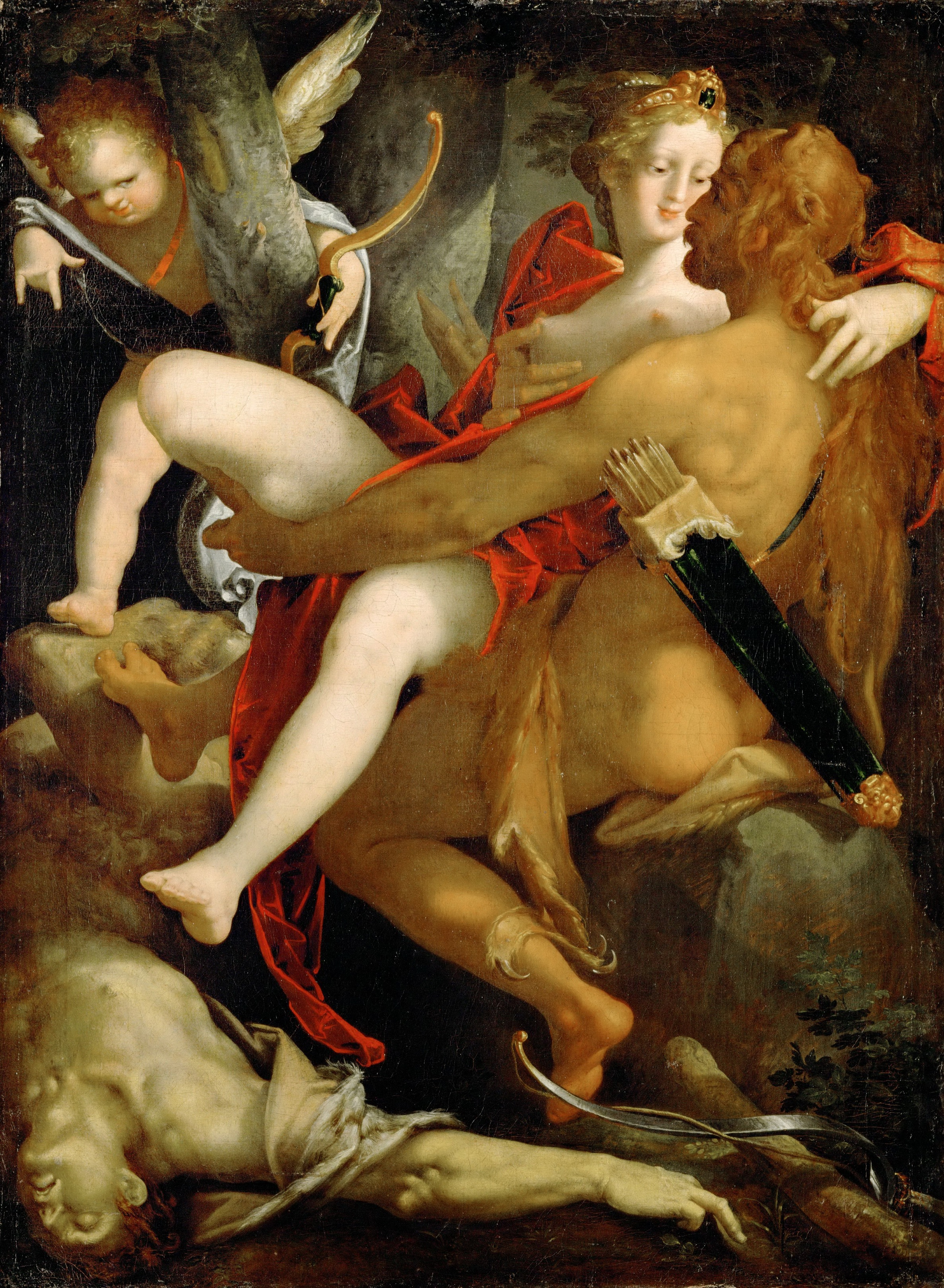
Геракл кохає Деяніру після ратування від кентавра Несса
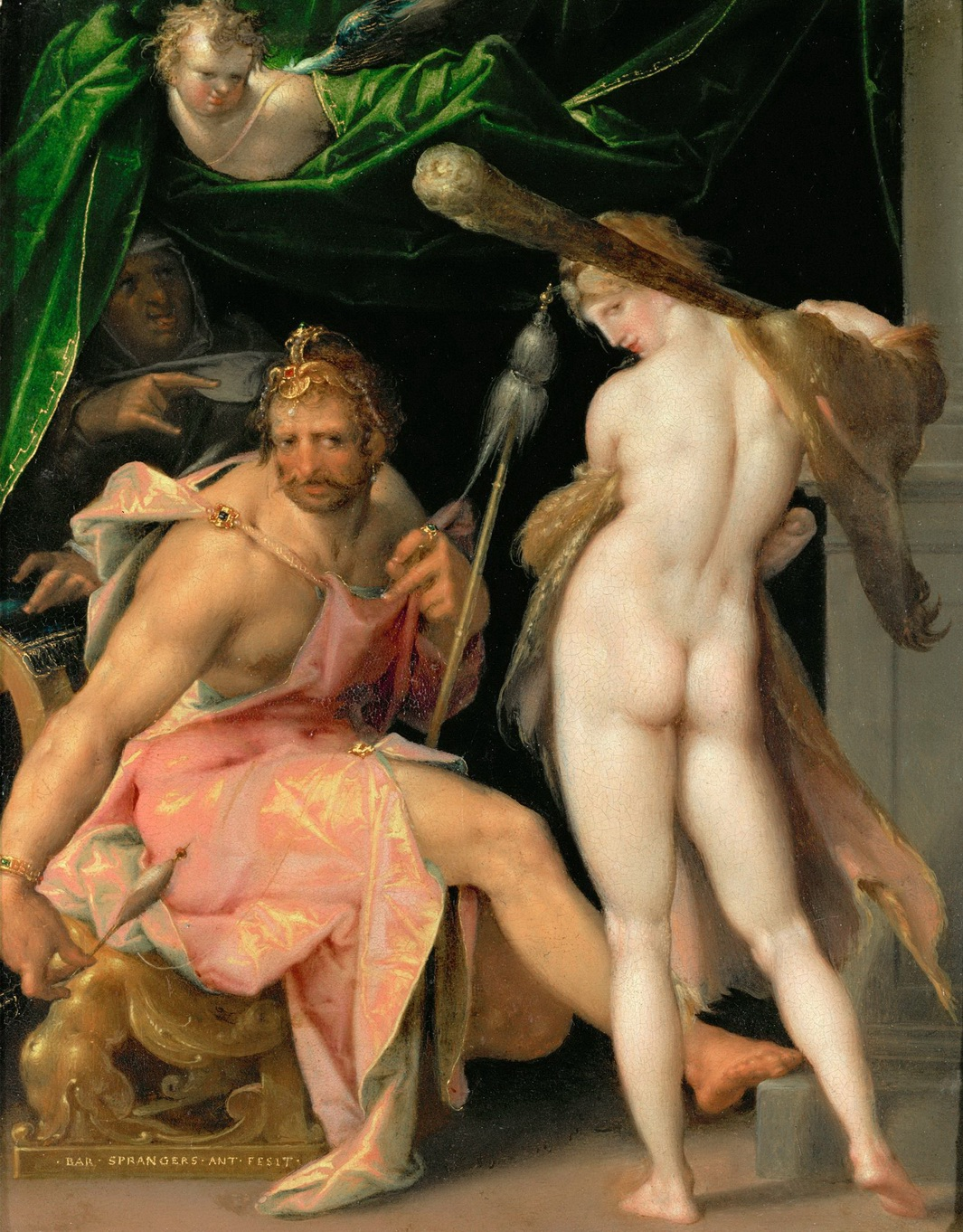
Полон Геракла у Омфали, що примушувала його прясти
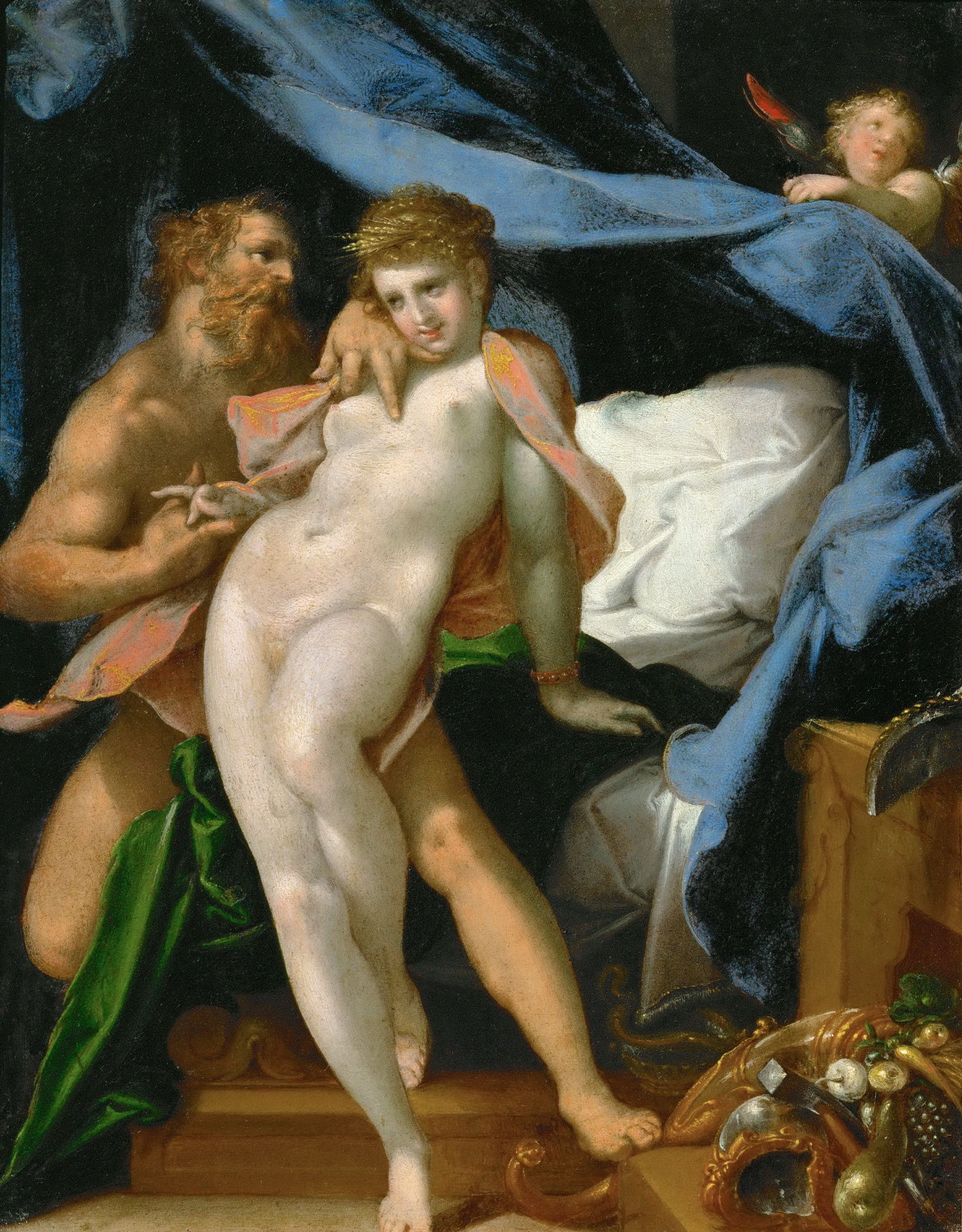
Вулкан тягне у ліжко Майю. Відень
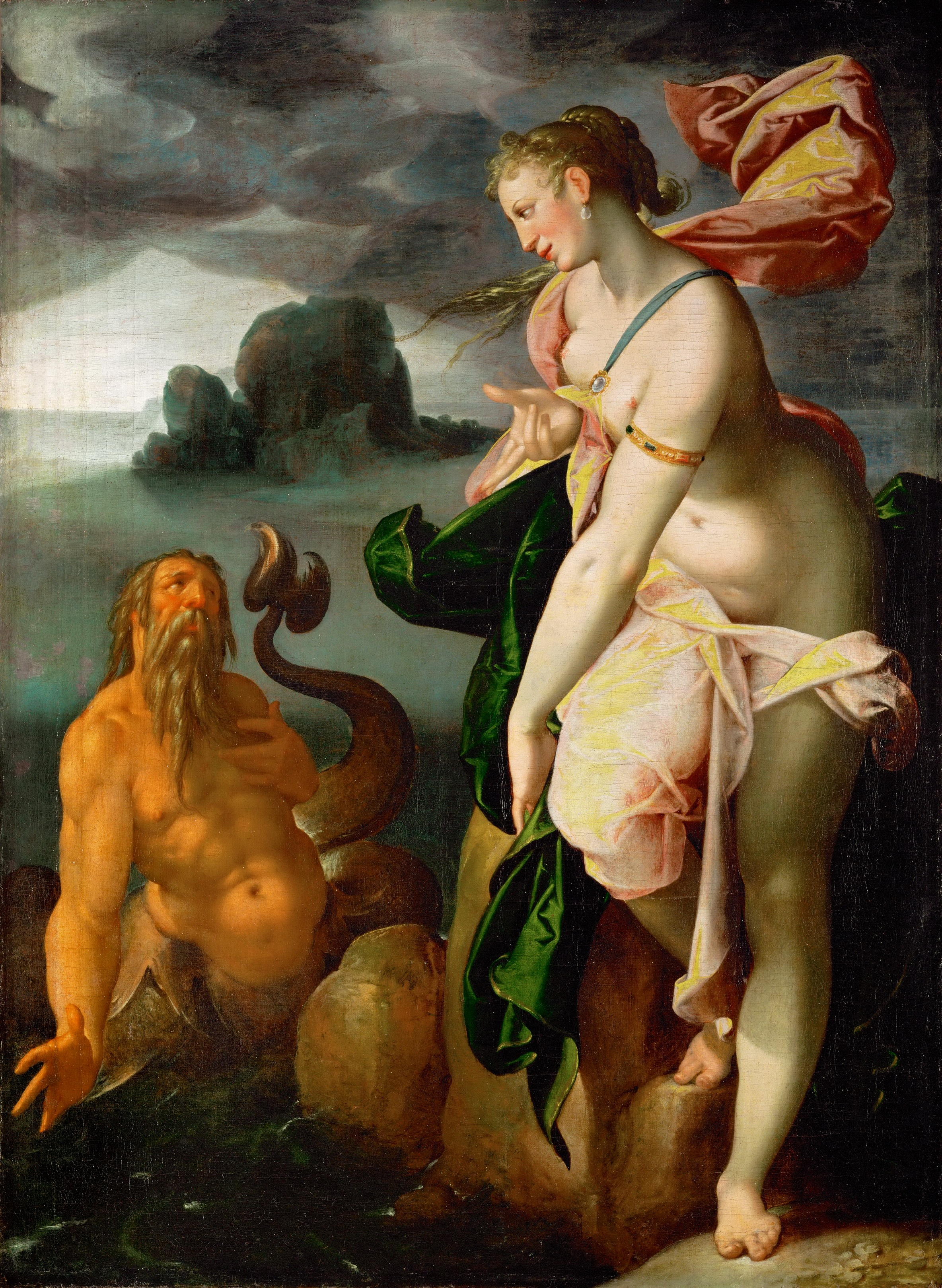
Главкус і Сцилла, Відень
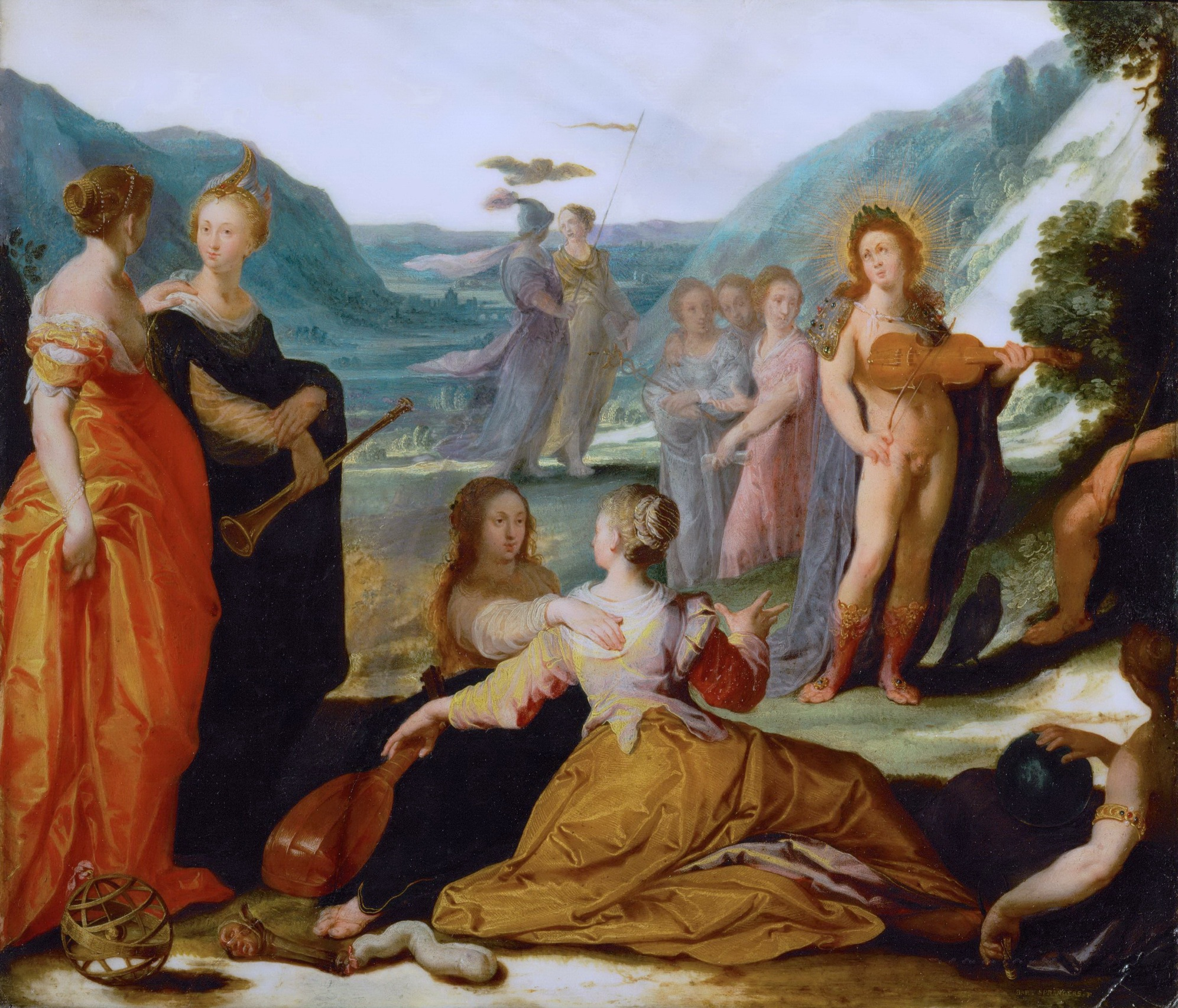
Аполлон і музи, Відень
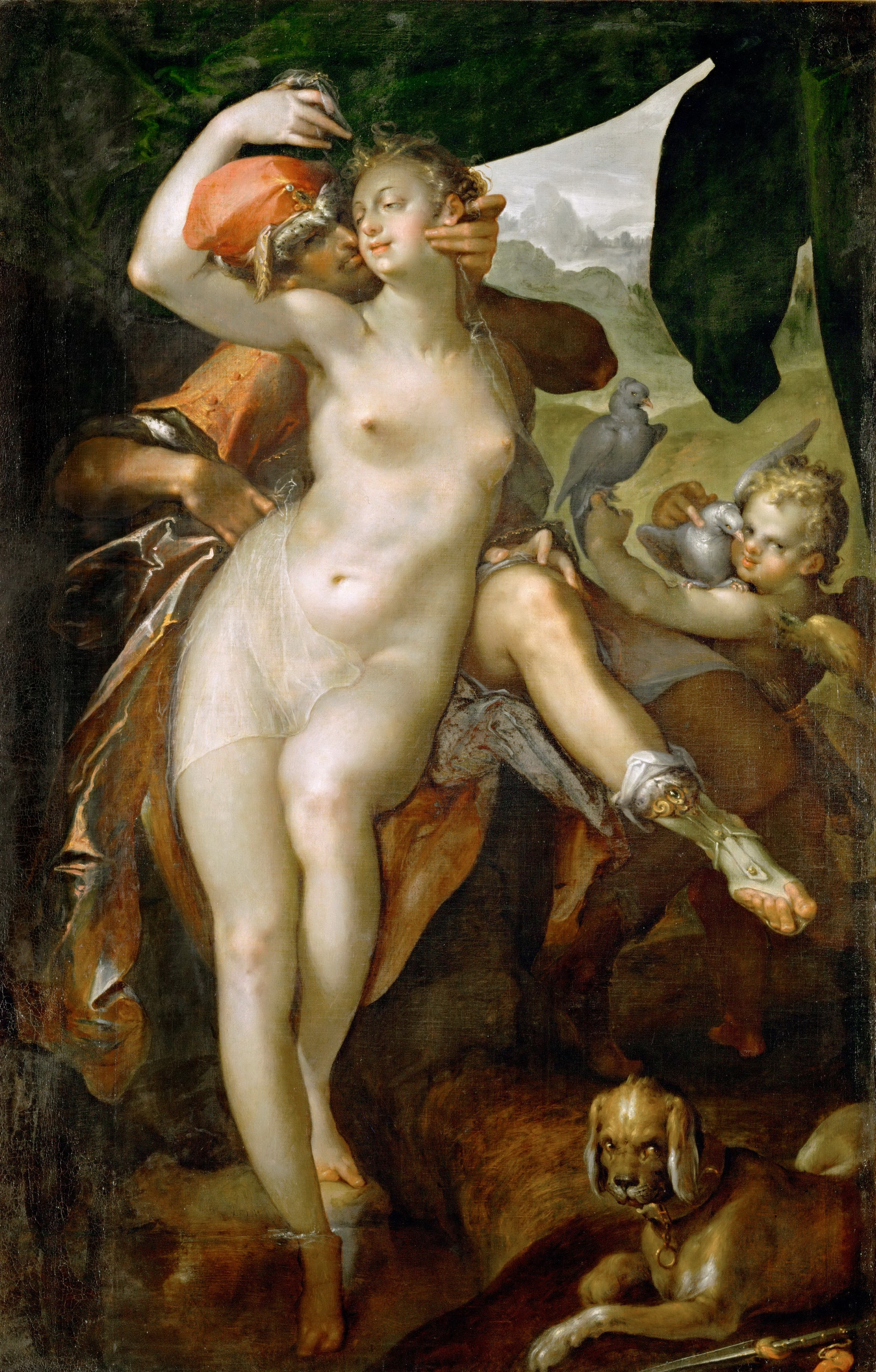
Венера і Адоніс, Відень
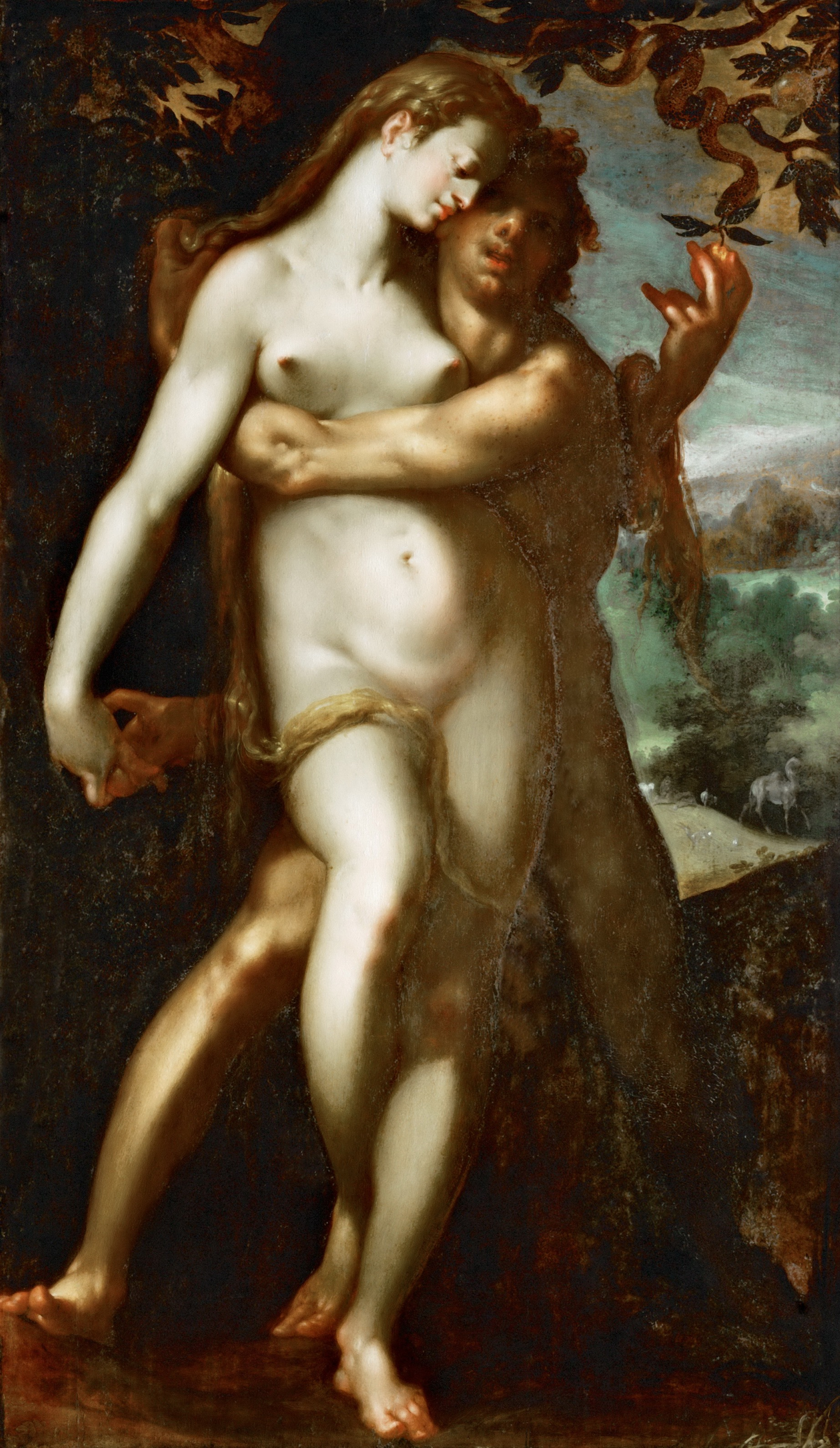
Гріхопадіння Адама і Єви, Відень
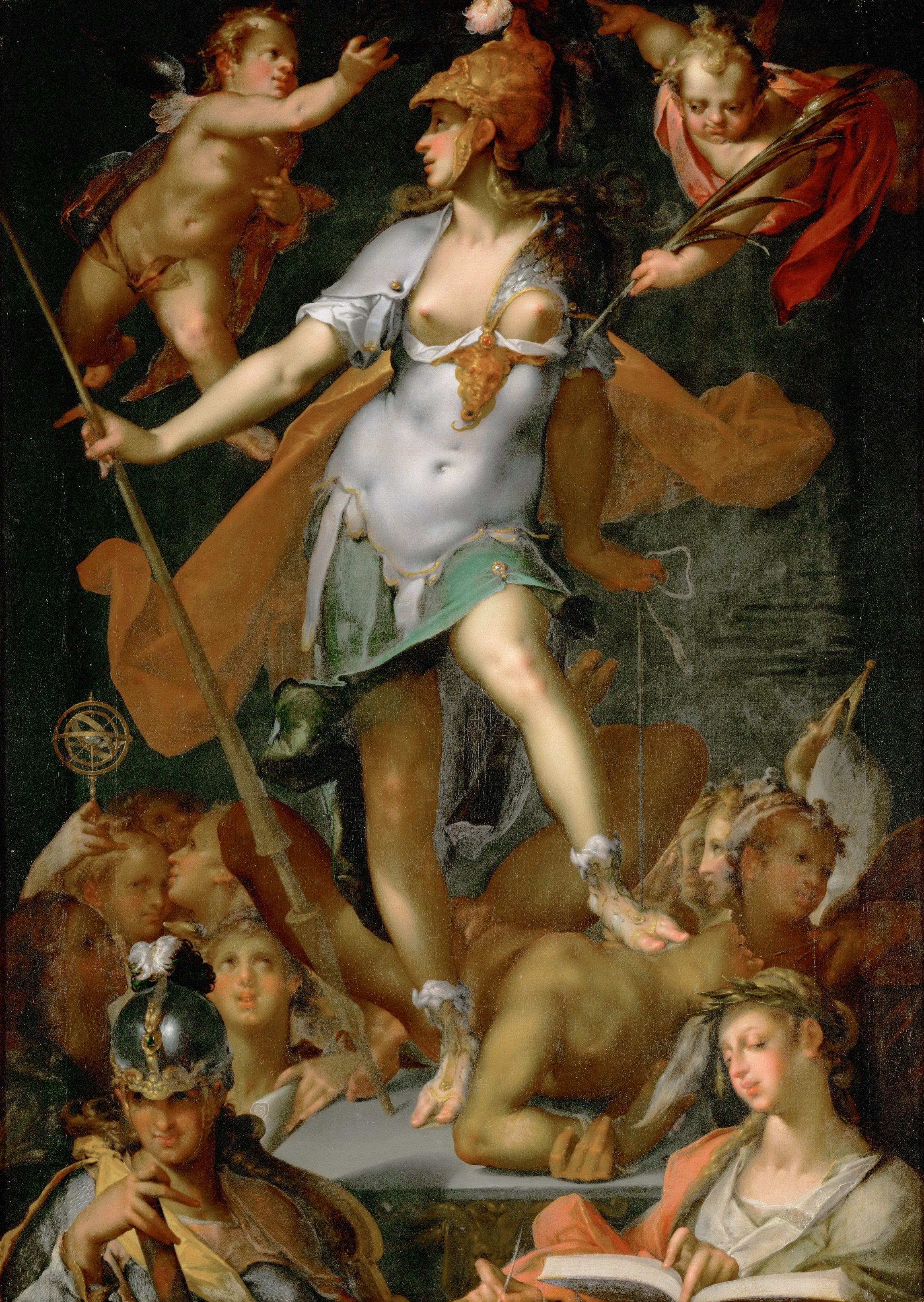
Мінерва перемагає невігластво, Відень